# Ујфехерто
Ујфехерто (мађ. Újfehértó) град је у Мађарској. Ујфехерто је један од важнијих градова у оквиру жупаније Саболч-Сатмар-Берег.
Ујфехерто је имао 13.335 становника према подацима из 2009. године.

## Географија
Град Ујфехерто се налази у источном делу Мађарске. Од престонице Будимпеште град је удаљен око 240 километара источно. Град се налази у североисточном делу Панонске низије. Надморска висина града је око 120 m.

## Становништво
По процени из 2017. у граду је живело 12520 становника.
| 1990.  | 2001.  | 2011.  | 2017.  |
| ------ | ------ | ------ | ------ |
| 13.056 | 13.526 | 12.931 | 12.520 |

## Галерија
- Римокатоличка црква
- Градска кућа
- Протестантска црква